# 苎麻根
苎麻根为中药材。是荨麻科多年生草本或灌木苎麻的根，茎叶亦入药。主要产于中国的江苏、浙江、安徽、山东、陕西等地。生用。

## 性味归经
- 味甘

- 性寒

- 入心、肝

## 功效应用
- 凉血止血：用于血热吐衄便崩、紫癜。本品凉血止血，治血热吐衄便崩等，可单用30克浓煎服。亦可与其它止血药同，如《圣济总录》苎麻散（苎麻根、人参、蛤粉）。

- 安胎：用于怀胎蕴热所致的胎漏下血胎动不安。胎热不安，可与黄芩同用；胎漏不安，可与地黄、当归、阿胶等同用。如《小品方》苎麻汤。

- 清热解毒：用于热毒痈肿。本品清热解毒，常用鲜品捣烂外敷，治热毒痈肿。

## 用法用量
煎服，10－30克，外用适量。

## 化学研究
本品含酚类，三萜（或甾醇），绿原酸等。所以提取物有止血作用可使出血时间及凝血时间缩短。

## 外部連結
- . 藥用植物圖像數據庫 (香港浸會大學中醫藥學院).   [2011-12-01]. （原始内容存档于2019-08-16）.

- 《名医别录》